# Phyllomys unicolor
Phyllomys unicolor är en däggdjursart som ingår i släktet Phyllomys och familjen lansråttor. Inga underarter finns listade i Catalogue of Life.

## Upptäckt
Denna gnagare är bara känd från en enda individ som hittades i början av 1820-talet av naturforskaren Georg Wilhelm Freyreiss (eller en av hans medarbetare) i södra delen av nuvarande delstaten Bahia i Brasilien vid Atlanten. Ytterligare fynd är inte dokumenterade. Exemplaret infogades 1824 i en zoologisk samling i Europa. Eduard Rüppell som 1842 skapade en samlingskatalog gav djuret det tillfälliga namnet Loncheres unicolor. Wagner använde samma namn under samma år för den vetenskapliga beskrivningen. Loncheres är ett synonym för Phyllomys. Arten vistas i städsegröna regnskogar.

## Utseende
På ovansidan förekommer styva borstiga hår men det saknas äkta taggar. Pälsen på ovansidan har en rödbrun färg och den blir stegvis ljusare och mer ljusbrun på undersidan. Dessutom är undersidans hår mindre styva. Även regionen mellan öronen och strupen är ljusare. Svansen är täckt med rödbruna hår så att de underliggande fjällen är gömda. Vid svansens slut finns en tofs som kanske var mörkare hos det levande djuret. Morrhåren når fram till halsens nedre del när de böjas bakåt. Dessutom kännetecknas huvudet av nästan nakna öron samt av breda orange övre framtänder. Arten avviker från Phyllomys medius i olika detaljer av kraniets konstruktion. Djurets holotyp hade en kroppslängd (huvud och bål) av 28,0 cm och en svanslängd av 20,2 cm. Bakfötterna var cirka 4 cm långa och öronen var 1,6 cm stora.